# ماري مالاهليلا
ماري مالاهليلا-خاكانا (Mary Susan Makobatjatji Malahlela-Xakana) ـ (2 مايو 1916 ـ 8 مايو 1981) هي أول امرأة سوداء تُسجل كطبيبة في جنوب أفريقيا (سنة 1947)، بعد تخرجها في مدرسة الطب بجامعة ويتواترسراند، وهي أيضًا واحدة من الأعضاء المؤسسين لجمعية الشابات المسيحيات في جنوب أفريقيا، وكانت من الناشطات المناهضات لسياسات الفصل العنصري.